# Цвайгенбаум, Исраил Иосифович
Исраи́л Ио́сифович Цвайгенба́ум (англ. Israel Tsvaygenbaum; род. 1 февраля 1961, Дербент, Дагестанская АССР, СССР) — советский, российский и американский художник. Работы выставлялись в России, США и Канаде. Ряд работ («Сарказм судьбы» и «Скорбь народа») хранится в Историко-архитектурном и художественном музее-заповеднике в Дербенте. Многие произведения присутствуют в частных коллекциях Австрии, Болгарии, Англии, Франции, Нидерландов, Израиля, России и США.

## Биография
Родился в еврейской семье. Отец был родом из Бендзина в Польше. Во время Второй Мировой войны он вынужден был бежать в Советский Союз. Мать Цвайгенбаума родилась в СССР, в семье горских евреев.
С 1976 по 1980 года Цвайгенбаум изучал искусство в педагогическом училище в Избербаше. В 1991 году он окончил художественно-графическое отделение Кубанского государственного университета в Краснодаре. В 1987 году в Дербенте Цвайгенбаум организовал общество художников «Колорит». Общество проводило художественные выставки в Дербенте и Махачкале. Культура и динамика жизни той среды, где Цвайгенбаум вырос, а также его еврейское происхождение глубоко отразились в его искусстве. Газета «Дербентские известия» писала о картинах Цвайгенбаума:

Тема одиночества и тоски, присутствующая во многих картинах: «Ностальгия», «Одинок», «Двое»… навеяна образом отца художника, выходца из Польши… В 1939 году в возрасте 29 лет он покинул её, чтобы спастись от коричневой чумы. Все оставшиеся родные были убиты. Композиция картин навевает грусть, тоску. <…> Палитра красок картин умеренная или приглушенная. Это — палитра осени. Здесь золото берез сочетается с медью листьев дуба, багрянец клёна с чернотой голых ветвей.

В 1983 году Цвайгенбаум обнаруживает свою любовь к актерскому мастерству, играет в горско-еврейском любительском театре в своем родном городе Дербенте. В это время он пишет портреты двух актёров, Бикель Мататовой (1928—2013) и Роман Изъяева (1940—2018). В 1985 году он уходит с театра.
В ноябре 1993 и апреле 1994 года прошли две последние персональные выставки Цвайгенбаума в России: первая состоялась в Восточной галерее, вторая — «Еврейская рапсодия» — в Центральном доме художника на Крымском валу. Выставку «Еврейская рапсодия» художник посвятил своему отцу.
В июле 1994 года Цвайгенбаум и его семья уехали из России, поскольку продолжать жить в республике Дагестан стало опасным для его семьи. В настоящее время он живёт в Олбани, штат Нью-Йорк. В США Цвайгенбаум продолжает работать над своими картинами. Тона в его картинах заметно изменились, он перешёл от коричневатых тонов к желтоватым, и продолжает работать на еврейскую тематику.
25 декабря 2016 в программе «В Нью-Йорке с Виктором Топаллером» на телеканале RTVi была показана передачу с участием Исраила Цвайгенбаума, где художник рассказывал о своём творчестве, жизни и встречах с интересными людми..
В 2016 году Цвайгенбаум был соавтором книги «Был Такой Город». Дербент, что было опубликовано в России. Он включил рассказы из своего детства в его родном городе Дербенте.
В 2018 году Цвайгенбаум был также соавтором книги: «Гордый, Счастливый и Благодарен Быть Евреем», которая была опубликована в США. Он назвал свои рассказы в этой книге «Мемуары: иудаизм в моей жизни».
В 2023 году Цвайгенбаум опубликовал свой мемуар «Моя тайная память». Книга вышла в США на английском языке под названиям "My Secret Memory." Мемуар художника основан на его воспоминаниях и переживаниях, которые вдохновили его на создания некоторых его картин. Книга дает читателю возможность узнать о жизни художника и жизни тех, кто был важен для Цвайгенбаума и оказал влияние на его жизнь. В мемуар включены 35 цветных иллюстраций работ художника.

### Подпись художника
Все картины Исраил Цвайгенбаум подписывал своим именем — ивр. ישראל‎, или в сокращенном варианте ивр. יש‎, за исключением картин «Мальчик, ведущий слепого Ангела» (1997) и «Цветы» (1998), где он подписался на английском своей фамилией (англ. Tsvaygenbaum). Подписывался на своих картинах в левом или в правом углу. Название картин художник писал на обратной стороне холста. После иммиграции в США все названия картин Цвайгенбаум писал на английском языке.

### Семья
Цвайгенбаум женат на Катерине Цвайгенбаум — дочери публициста Ягутила Израиловича Мишиева. У них трое дочерей: Мирвари, Раиса и Эстер.

## Творчество

### Сотрудничество с другим художником
В 2001 году в Олбани Цвайгенбаум начал творческое сотрудничество с танцовщицей Джуди Tрупин. На основе девяти картин Цвайгенбаума Tрупин создала танцевальную композицию «Мир в наших глазах». В 2002 году американская газета «The Record» писала:

Картины Цвайгенбаума и танцы Tрупин отражают воспоминания о еврейской жизни в Восточной Европе и России, а также универсальные темы… Цвайгенбаум посвятил «Мир в наших глазах» людям своего родного города Дербента. Картина «Люди Дербента» является одной из девяти картин, на которые Tрупин опиралась, создавая танцевальную композицию.

Газета «Daily Gazette» писала:

Используя смесь танца, оригинальные сюжеты, мир музыки и слайдов, Tрупин… интерпретировала девять картин Цвайгенбаума.

Композиция «Мир в наших глазах» была показана в ряде городов в штате Нью-Йорк.

### Портрет Илизарова
Картины Цвайгенбаума обычно имеют образные темы и являются натюрмортами, но он написал также несколько портретов. Один из них — портрет хирурга-ортопеда Г. А. Илизарова. В сентябре 1987 году Цвайгенбаум прилетел в Курган, где провел 6 дней с Илизаровым, делая эскизные наброски на рабочем месте врача. Цвайгенбаум писал в газете «Знамя Коммунизма»:

… Вначале он чувствовал себе не очень ловко, потом привык к этой роли, а после, в суете своего дела, весь уходил в работу и забывал о моём присутствии. Такие минуты были самыми благоприятными для моего творчества. На душе становилось спокойно оттого, что он не чувствует моего пристального взгляда во время сравнения рисунка в альбоме с его лицом.

Портрет доктора Илизарова Цвайгенбаум выставлял в групповой выставке в Историко-археологическом музее-заповеднике в Дербенте. Позже Цвайгенбаум подарил портрет Илизарову.
Цвайгенбаум также писал портреты актёров Горско-еврейского театра.

## Награды
- Media 3. Биеннале. Диплом с отличием. Медиальный Музей Искусство Наркомании (Art Addiction Medial Museum). Лондон (2013) — за картину «Полёт Души»

## Галерея
- Обернутые в Любви (2014)
- Молитвы у Древо Жизни (2012)
- Ангел Pоз (2012)
- Сотворение мелодии (2003)
- Розы (2002)
- Золотой Кувшин (2001)
- Авраам и Исаак (2001)
- Дуэт (2000)
- Путь (1997)
- Две Жизни (1997)
- Человек и Мышь (1997)
- Резник с Петухом (1997)
- Невеста I (1997)
- Мальчик ведущий слепого Ангела (1997)
- Невеста (1993)
- Слепые люди (1992)
- Танец покаяние (1992)
- Пригвождённые люди (1991)